# Rue de la Mignonne
La rue de la Mignonne est une voie de l'ancienne commune de Saint-Rambert-l'Île-Barbe, devenue quartier, dans le 9e arrondissement de Lyon, en France.  Elle tient son nom de la maison Suchet, surnommée « La Mignonne ».

## Odonymie
La voie porte le nom d'une « élégante maison de campagne » du XVIIIe siècle sur un ancien domaine. 

## Situation
La voie est située dans le cœur de la verdoyante ceinture des villas de campagne des grandes familles qui entouraient et entourent la ville.
La rue part vers l'ouest depuis la Saône après le no 8 quai Paul Sédallian, face au port et au bourg de Cuire, fait un coude devant le no 13 et l'ancienne maison Suchet, puis continue au nord et se termine au fond de la rue des Villas.

## Historique
Le nom de « rue de la Mignonne » est attesté depuis 1920, avant que l'ancienne commune de Saint-Rambert-l'Île-Barbe ne soit rattachée à Lyon en 1963.

## Description

### La maison Suchet

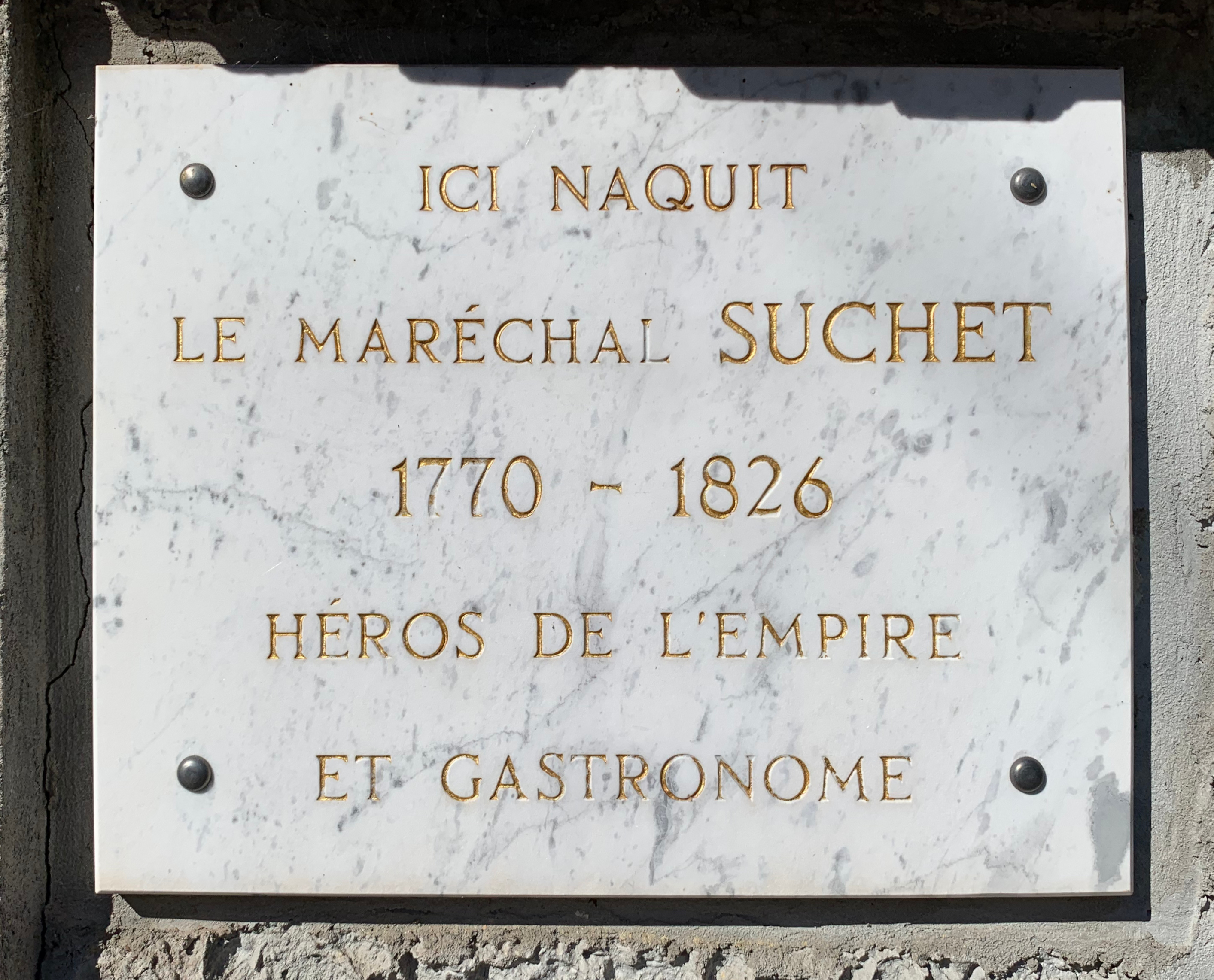
Plaque à Louis-Gabriel Suchet, à l'entrée de la Mignonette.

Située au no 13, la grande bâtisse de trois étages dans son terrain au pied de la colline, une résidence d'été appelée Villa La Mignonne ou La Mignonnette, a donné son nom à la rue. Le maréchal d'Empire Louis-Gabriel Suchet (1770-1826) y est né et y a passé son enfance,, ce qui fait remonter la rue à l'Ancien Régime ; la plaque commémorative le présente comme héros de l'Empire et gastronome. La maison comprenait riches tapisseries, tables à jeux, billard et une grande cave.

### Les villas de Tony Garnier
C'est dans cette rue que l'architecte Tony Garnier fit bâtir trois maisons de campagne au 1er quart du XXe siècle pour lui-même et ses proches,,. 
La première construction fut érigée au plus près de la Saône en 1910-1912, et fut complété en 1919 par une villa édifiée pour sa belle-mère, mais où habitait sa femme, puis en 1924 par une troisième villa construite pour Mlle Bachelard.
La priorité de Garnier fut avant tout le confort de chaque occupant des logements : il s'agissait d'une réflexion sur « l'habitat individuel », guère associé à l'image d'un architecte assimilé à la réalisation de grands espaces publics.
Intégrés dans la nature qui les entoure, les bâtiments sont bas, les lignes géométriques épurées, ces ensembles représentent l’évolution du concept de domus : combinaison de volumes cubiques fermés ou ouverts autour d'un patio, dépouillement des façades, recherche de transparence par de grandes baies vitrées.

#### Villa particulière de Tony Garnier
Cette villa, située 1, rue de la Mignonne a été construite en 1911, selon les plans de la Cité Industrielle pour servir d'habitation et d'atelier pour l'architecte. Originellement de 500 m2, elle occupe actuellement 380 m2 à la suite d'un réalignement pour l'élargissement du quai Paul Sédallian.

#### Villa de madame Garnier
Située 5, rue de la Mignonne, elle fut édifiée de 1912 à 1919 pour Catherine Garnier, épouse de Tony,.

#### Villa pourMlleBachelard
C'est la troisième villa construite par l'architecte Tony Garnier dans le quartier de Saint-Rambert pour son amie Antoinette Bachelard.

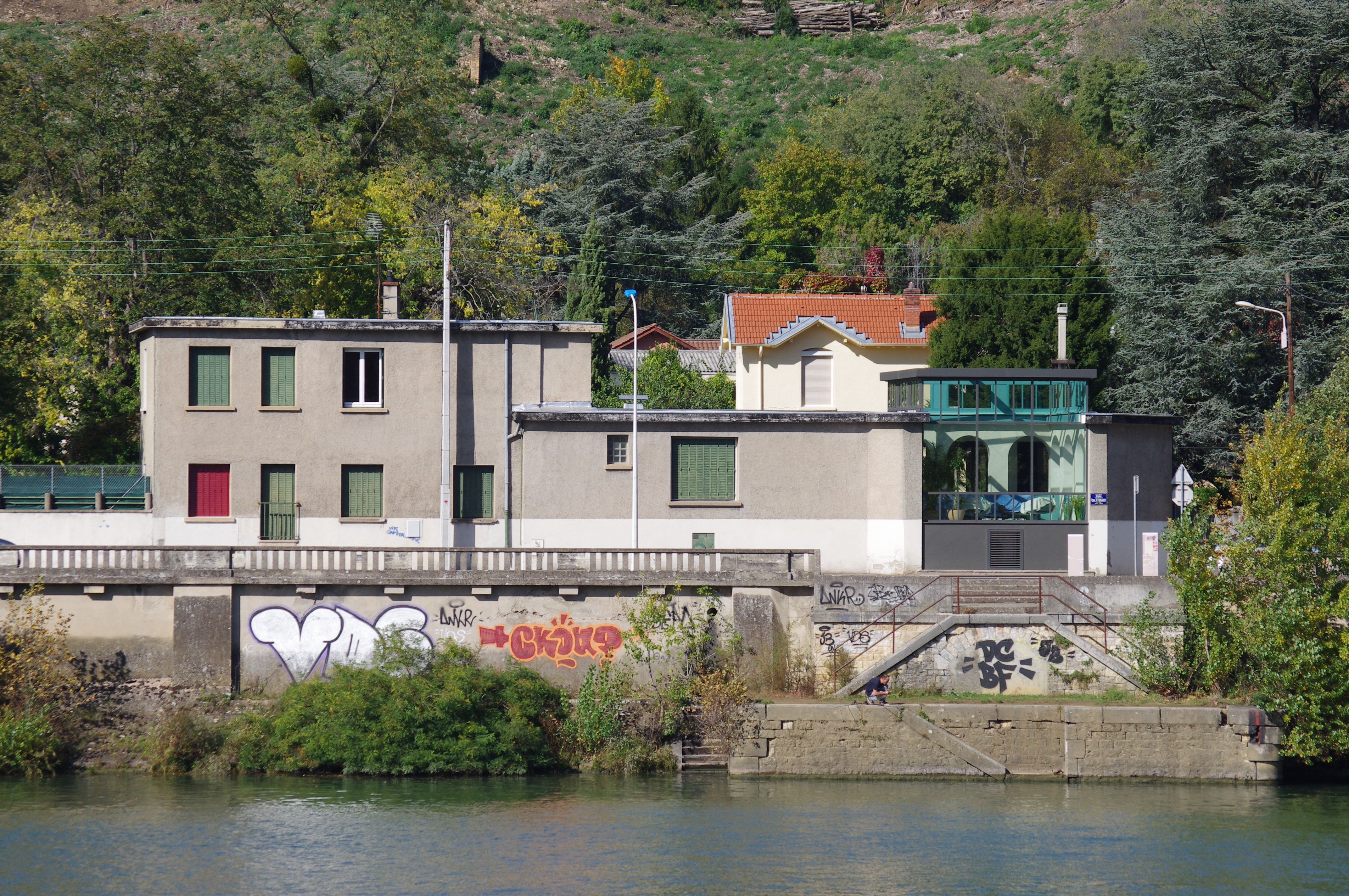
Maison de Tony Garnier : vue du côté sud de la villa, au 1 rue de la Mignonne, depuis l'autre rive de la Saône.
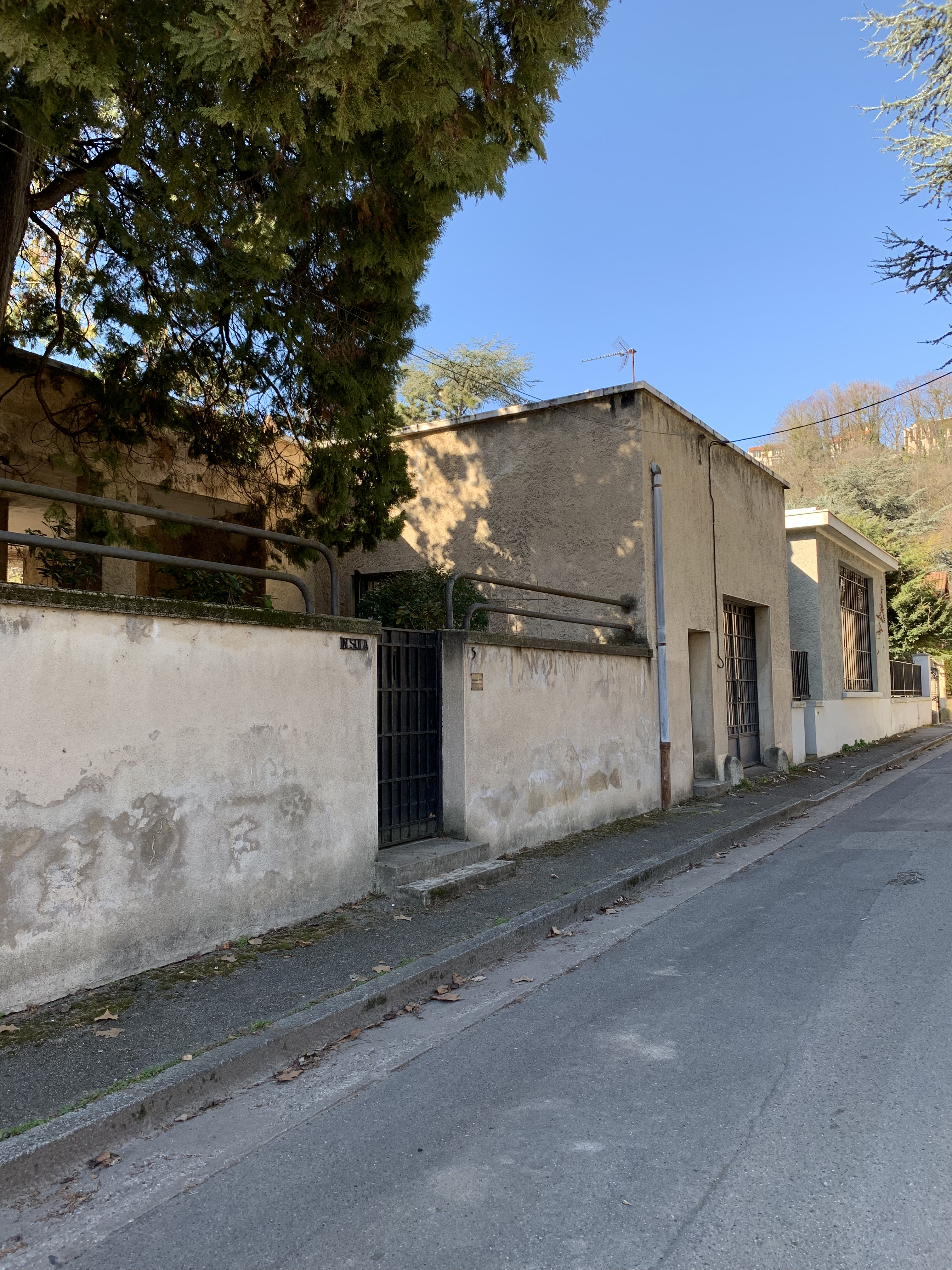
Enfilade entre les 5 et 7 de la rue de la Mignonne.
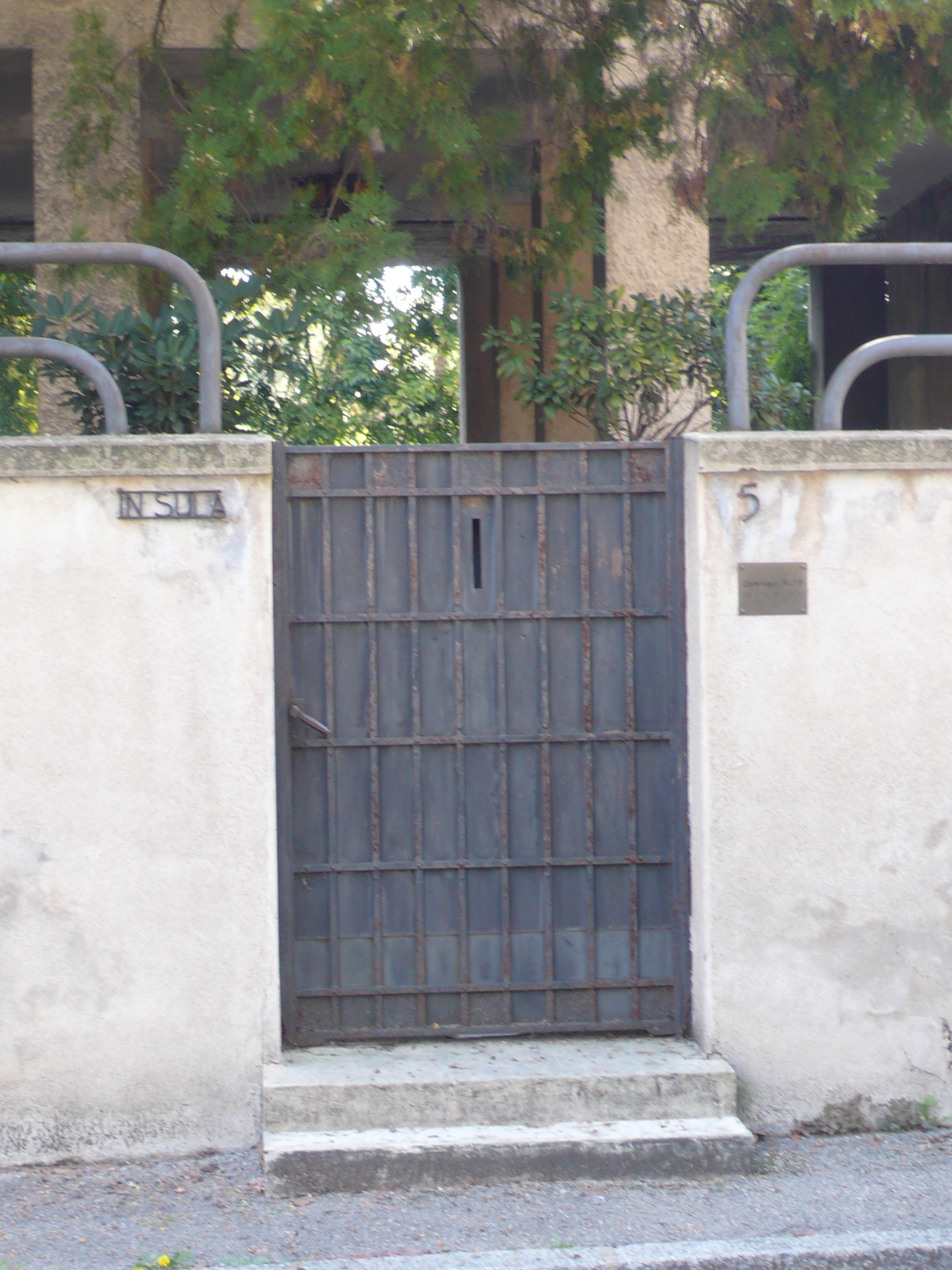
Maison de madame Garnier : le portillon au 5 rue de la Mignonne.
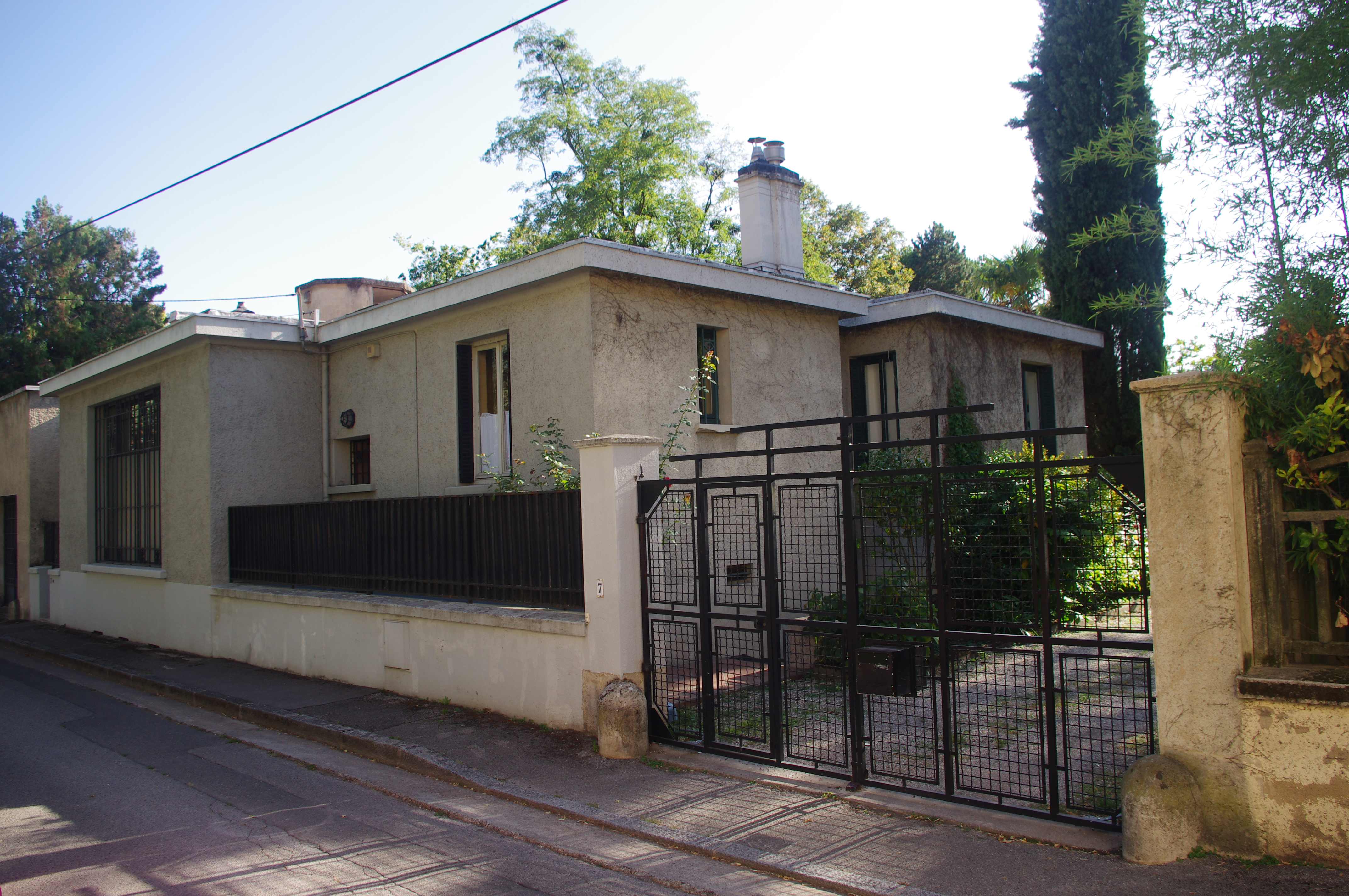
Maison de Mlle Bachelard : l'entrée du jardin de la villa au 7 rue de la Mignonne.